# Actinotaenium inconspicuum
Actinotaenium inconspicuum  là một loài Song tinh tảo trong họ Desmidiaceae, thuộc chi Actinotaenium.